# Comuna Olșanka, Dzerjînsk
Olșanka (în ucraineană Ольшанська сільська рада) este o comună în raionul Dzerjînsk, regiunea Jîtomîr, Ucraina, formată din satele Bubnî, Olșanka (reședința), Țeberka și Uleanivka.

## Demografie
Componența lingvistică a satului Olșanka
     Ucraineană (98,75%)
     Rusă (1,25%)
Conform recensământului din 2001, majoritatea populației satului Olșanka era vorbitoare de ucraineană (98,75%), existând în minoritate și vorbitori de rusă (1,25%).